# Alois Lugitsch
Alois Lugitsch (Hartberg, 29 maart 1963) is een Oostenrijks componist, muziekpedagoog, dirigent, klarinettist en gitarist.

## Levensloop
Lugitsch kreeg lessen aan de muziekschool Hartberg en studeerde muziekopleiding, klarinet, gitaar en orkestdirectie later aan de Universität für Musik und darstellende Kunst in Graz. Hij werkte als docent aan de muziekschool in Hartberg en werd in 1995 directeur van deze institutie. Aan de muziekschool richtte hij in 1981 een gitaarensemble en in 1983 een jeugdblaasorkest op. In 1988 was hij initiatiefnemer en medeoprichter van de Stadtkapelle Hartberg, die hij sindsdien ook dirigeerde tot 2006. In 1998 volgde de oprichting van een gemengd Musical koor en een Musical orkest in Hartberg, waarna in 2005 de Musical Festspiele Schloss-Hartberg gesticht werd.
Verder was hij werkzaam als koordirigent van een mannenkoor aan de parochiekerk in Hartberg.
Hij schreef een aantal werken voor harmonieorkest en koor, maar later volgden ook musicals. De musicals beleefden zowel binnen- als buitenlandse uitvoeringen. Lugitsch is eveneens auteur van een boek over de Tsjechische componist Julius Fučík.

## Composities

### Werken voor harmonieorkest
- 1992 Es brennt, programmatische fantasie voor harmonieorkest
- 1992 Samba-Tanz - won de Oostenrijkse compositiewedstrijd in 1994
- Concertino, voor klarinet en harmonieorkest
- Des Jägers Freud, voor 3 hoorns en harmonieorkest
- Lustige-Burschen-Polka
- Rock-Fantasy
- Suite Espressiv
- Town and Country

### Muziektheater

#### Musicals
- 1999 Ruth - libretto: Marianne Fischer
- 2000 Ritter fürcht mich nicht und ich bin stark
- 2003-2004 Jacob - libretto: Marianne Fischer
- 2005-2006 Maria - libretto: Tilmann Beller
- 2008-2009 Paulus - libretto: Sarah Hucek
- 2011-2012 Josef & Ryan - libretto: Sarah Hucek[4]

### Kamermuziek
- Festtagsmarsch, voor instrumentaal ensemble
- Franz Josef Ländler, voor instrumentaal ensemble
- Jakob Boarischer, voor instrumentaal ensemble

## Publicaties
- Julius Fučík 1872-1916, Bad Aussee: Adler Verlag, 2000.